# (7175) Janegoodall
(7175) Janegoodall ist ein Asteroid des Hauptgürtels, der am 11. Oktober 1988 von der tschechischen Astronomin Zdeňka Vávrová am Kleť-Observatorium (IAU-Code 046) in der Nähe der Stadt Český Krumlov in Tschechien entdeckt wurde.
Der Asteroid wurde nach der britischen Verhaltensforscherin Jane Goodall (* 1934) benannt, die 1960 begann, das Verhalten von Schimpansen im Gombe-Stream-Nationalpark in Tansania zu untersuchen und dazu 1977 das Jane-Goodall-Institut gründete.